# No Min-woo
No Min-woo (hangul: 노민우; hanja: 魯敏宇; rr: No Min-u; 29 de maio de 1986), também conhecido por seus nomes artísticos Icon e Minue, é um ator, compositor e músico sul-coreano. Iniciou sua carreira como baterista da banda de rock TRAxX em 2004, deixando o grupo dois anos depois. Em 2008, começou a atuar em diversas séries e filmes como Pasta, My Girlfriend Is a Nine-Tailed Fox e Full House Take 2, contribuindo regularmente para a trilha-sonora das produções. Se alistou no serviço militar em 2016, retornando em 2018. Em 2020, montou a banda THE MIDNIGHT ROMANCE.

## Vida pessoal
No Min-woo nasceu no Japão enquanto sua mãe, então com 20 anos de idade, aspirava se tornar uma cantora enka. Por um longo tempo, ele viveu entre Coreia e Japão. Ao sete anos começou a tocar piano. Ele tem um irmão mais novo, Jeong-hun, que também é cantor e utiliza o pseudônimo I'll (아일).

## Carreira
Iniciou sua carreira como baterista (sob o nome Rose) da banda de rock TRAxX em 2004. Começou a atuar em 2008 e a partir de 2010 foi ganhando destaque como coadjuvante em séries de televisão como Pasta, My Girlfriend Is a Nine-Tailed Fox e Full House Take 2. Seu primeiro papel principal foi no drama Rock Rock Rock, uma biografia sob a vida do guitarrista Kim Tae-won. Para atuar como um paciente com câncer na série Midas, Min-woo perdeu 9,5 quilos. Em 2019, ele se tornou um dos protagonistas do drama Partners for Justice 2, da MBC, interpretando Jang Chul, um misterioso médico.
Em 2020, ele forma a banda THE MIDNIGHT ROMANCE, lançando o primeiro single do grupo em julho do mesmo ano.